# 270er
Portal Geschichte | Portal Biografien | Aktuelle Ereignisse | Jahreskalender | Tagesartikel

◄ |
2. Jh. |
3. Jahrhundert
| 4. Jh. | ►

◄ |
240er |
250er |
260er |
270er
| 280er | 290er | 300er | ►

270 |
271 |
272 |
273 |
274 |
275 |
276 |
277 |
278 |
279

## Ereignisse
- 270: Alamannen fallen in Oberitalien ein, wo sie bei Fano von Kaiser Lucius Domitius Aurelian geschlagen werden.
- 271: Kaiser Aurelian befiehlt den Rückzug römischer Truppen aus der Provinz Dakien.
- 278: Kaiser M. Aurelius Probus wirft nach Gallien eingefallene Germanen hinter den Rhein zurück und lässt die Befestigungen an Rhein, Donau und Iller verstärken.